# The Sims Mobile
The Sims Mobile là một trò chơi mô phỏng cuộc sống dựa trên The Sims 4 và The Sims FreePlay cho các thiết bị Android và iOS. Nó được công bố vào ngày 9 tháng 5 năm 2017 trong một trailer giới thiệu. Trò chơi được phát hành vào ngày 6 tháng 3 năm 2018. Nó có một thành phần nhiều người chơi và bao gồm các yếu tố câu chuyện. Sự phát triển đã được chuyển từ Maxis sang Firemonkeys Studios.

## Lối chơi
Trong The Sims Mobile, người chơi có thể tạo ra Sims độc đáo với người tạo nhân vật trong trò chơi (Tạo một Sims), xây nhà, bắt đầu gia đình và điều khiển cuộc sống của Sims. Trò chơi giới thiệu các yếu tố nhiều người chơi, khi người chơi có thể 'tương tác với Sim của người chơi khác bằng cách tham dự các bữa tiệc của họ, chạm vào NPC (nhân vật không thể chơi được) hoặc đánh giá Sim của họ thông qua hệ thống nhãn dán.
Tương tự như các trò chơi di động trước đây trong nhượng quyền thương mại The Sims, năng lượng được sử dụng khi người chơi thực hiện hành động với Sims của họ. Năng lượng có thể được phục hồi thông qua SimCash, thu được thông qua các nhiệm vụ trong trò chơi và các giao dịch vi mô. SimCash cũng có thể được sử dụng để mua một số tùy chọn quần áo và nội thất cao cấp trong trò chơi.
Không giống như người tiền nhiệm The Sims FreePlay, The Sims Mobile mang đến trải nghiệm gần gũi hơn với loạt trò chơi trên PC. Có một sự tập trung vào việc kể chuyện thông qua hành động của Sim, được người chơi chọn khi Sim của họ trải qua sự nghiệp hoặc tạo mối quan hệ. Khi Sim chơi qua những câu chuyện này, họ có thể tăng cấp và mở khóa các đoạn cắt cảnh mới. Câu chuyện tiến bộ cũng có thể mở khóa đồ nội thất mới hoặc các mặt hàng quần áo.

## Phát hành
Vào ngày 9 tháng 5 năm 2017, trò chơi đã có sẵn để thử nghiệm trên App Store và Google Play ở Brazil. Vào ngày 6 tháng 3 năm 2018, The Sims Mobile đã được ra mắt trên toàn thế giới, nhưng Hồng Kông, Trung Quốc Đại lục và các khu vực khác của Châu Á vẫn chưa mở cửa để tải xuống.
Vào năm 2019, sự phát triển đã được chuyển từ Maxis sang Firemonkeys Studios, mà cũng phát triển The Sims FreePlay.

## Tiếp nhận
The Sims Mobile nhận được "Đánh giá hỗn hợp hoặc trung bình" từ các nhà phê bình, giữ số điểm Metacritic tổng hợp là 73/100.
Common Sense Media đã cho trò chơi 3/5 sao, mô tả nó như một "sim cuộc sống dựa trên năng lượng" "phụ thuộc vào quá trình mua hàng". The Verge ca ngợi trò chơi, tuyên bố: "Maxis đã thành công trong việc biến một loạt phim rất đầy đủ thành một trò chơi dễ tiếp cận, dễ chơi cho thói quen đi làm hoặc đi ngủ của bạn". Kotaku khen ngợi bộ đếm thời gian và đồng hồ đo năng lượng cũng như khen ngợi người thợ máy quan hệ. Shacknews đã chỉ trích bộ tính giờ và các giao dịch vi mô, nói: "Như nó vẫn tồn tại, trừ khi bạn thực sự muốn sửa chữa Sims khi đang di chuyển, không có nhiều lý do để để The Sims Mobile xúc phạm bạn bằng cách coi thường bạn  với một loạt các giao dịch vi mô dường như vô tận".
Sau khi phát hành, The Sims Mobile đã đứng đầu App Store. Trong bốn tháng phát hành, The Sims Mobile đã thu về tổng cộng 15 triệu đô la Mỹ. Tính đến tháng 7 năm 2018, trò chơi đã tạo ra từ 20 triệu đến 25 triệu đô la Mỹ.

### Giải thưởng
Trò chơi đã được đề cử cho "Trò chơi điện tử xuất sắc" tại Giải thưởng Truyền thông GLAAD lần thứ 30.